# Ecfanto
Ecfanto (en griego antiguo: Ἔκφαντος) fue un astrónomo y filósofo griego pitagórico del siglo IV a. C., nativo de Siracusa. Según el filólogo August Boekh, fue discípulo de Hicetas.

## Doctrina
Para Ecfanto, «La Tierra, centro mismo del mundo (geocentrísmo), gira sobre ella misma de oeste a este (rotación)». Ecfanto sostiene que los principios son los cuerpos indivisibles y el vacío; Aecio considera que fue el primero que dijo que las mónadas pitagóricas eran corporales. El mundo está constituido así por átomos en número infinito, distinguidos por el tamaño, la forma y la potencia, y son la materia de los sensibles. Son movidos por un principio divino, un intelecto y una alma, tipo de providencia y el mundo es su idea. Este mundo es uno y tiene una forma esférica. Coloca la Tierra en el centro del mundo, y piensa que ella misma gira de oeste a este. «Heráclides Póntico y Ecfanto el pitagórico no dan, es verdadero, a la Tierra un movimiento de traslación (movimiento alrededor del Sol, héliocentrismo)... Por lo tanto de ahí, yo también comencé, a pensar en la movilidad de la Tierra».

## Reseña histórica
La época precisa en la cual vivió no ha podido ser identificada. Es pues difícil de saber si es un precursor pitagórico del atomismo, o al contrario adaptó el atomismo al pensamiento pitagórico.

### Fuente
- Cicerón, Academica, II, XXXIX, 39 y 123.

### Estudios
- Tannery, Mémoires scientifiques, t. VII, 1898, p. 249-257 : "Ecphante de Syracuse".
- Richard Goulet (dir.), Dictionnaire des philosophes antiques, t. III (d'Eccélos à Juvénal),CNRS éditions, 2000.

- Datos: Q375127